# Elly Sigfrids
Elly Matilda Sigfrids, född Jern 10 maj 1919 i Korsholm, död där 15 juni 2014, var en finländsk lärare, författare och politiker. Hon var dotter till Levi Jern.
Sigfrid blev sacri ministerii kandidat 1945, var lärare vid Kristliga folkhögskolan i Nykarleby 1945–1956 och ledamot av Finlands riksdag för Svenska folkpartiet 1970–1979. I riksdagen ägnade hon sig främst åt sociala frågor. Hon var ordförande i Svenska Kvinnoförbundet 1970–1973. Hennes debutverk som författare var diktsamlingen Tillförsikt (1956), varefter följde bland annat Människor på Vesterback (1987), en skildring av släktgården utanför Vasa, och memoarböckerna De gyllene åren (1990) och Ytterst i havet (2001). Hon tilldelades Fredrika Runeberg-stipendiet 2008.